# ホセ・アリゴー
- ホセ・アリゴー[1]
- ゼ・アリゴ[2]

ホセ・アリゴー（葡: Zé Arigó, 1918年10月18日 - 1971年1月11日）は、心霊手術師、霊能者、霊媒と伝えられているブラジルの人物。心霊治療の分野において最も名高い人物ともいわれる。本名はホセ・ペドロ・デ・フレイタス(葡: José Pedro de Freitas)。「ホセ・アリゴー」の名は「田舎者」や「山猿」を意味する通称であり、少年時代から本名ではなく、ほとんどこの通称のみで呼ばれていた。ブラジルのミナスジェライス州コンゴーニャス出身。カトリック教徒。

## 人物歴
小学校を3年で落第しており、医学的な教育も全く受けていない人物だが、1955年から1971年にかけて、コンゴーニャスに診療所を構え、毎日数百人の患者たちを相手に、心霊手術とされる医療行為を行なった（後述）。
アリゴーの行為は「奇跡の治療」と呼ばれ、治療を求める人々がブラジル全土から訪れた。第22代ブラジル連邦共和国大統領であるジュセリーノ・クビチェックも、娘がアリゴーの診察により完治したと証言している。アリゴーにより視力を回復した、悪性腫瘍が取り除かれたと主張する患者の数は数百人に昇る。一方でアリゴーは、彼らから治療費をとることは一切なかった。善意の患者たちが彼に治療費を送ったこともあり、その総額は84万ドルに昇るが、アリゴーはその全額を送り返した。
1957年にはブラジル医師会により偽医者と告発され、実刑判決を受けた。一度はクビチェックの特赦により刑が免除されたものの、彼の辞任後の1964年に刑が執行され、刑務所へ収容された。彼の患者をはじめとする貧民層からは、医師会への抗議が殺到した。「アリゴーが無罪放免にならなければ自殺する」との手紙を送りつけた女性もいた。心霊主義者数百人がアリゴーの救出のために刑務所襲撃を企て、アリゴーに諌められる一幕もあった。実際には刑務所内では、アリゴーは囚人たちの暴動を鎮めたり、所内の環境改善に努めるなどの活躍により所員たちから感謝を受け、治療行為のために自由な外出を許可されていた。翌1965年、釈放。
1971年1月11日、交通事故で死去。その約2週間前の1970年末には、周囲に「間もなく自分は死ぬ」「地上での使命が終わる」「もうお前とは会えなくなる」などと漏らしていたと伝えられている。
アリゴーの死は、ブラジル中の新聞でトップニュースとして報じられた。現地の者たちはアリゴーの死を知り「この村は父親を失った」「この村は終わりだ」などと言い合った。現地では2日間の服喪が宣言され、弔意を示すための半旗が掲げられ、葬儀の間は店やバーが閉店になった。ブラジル中から集った弔問客は1万人以上とも2万人以上ともいわれており、その中には、息子の眼病をアリゴーに治療してもらったといわれるブラジルの国民的歌手ロベルト・カルロスの姿もあった。

## 心霊手術
超自然関連のアメリカの作家であるジョン・G・フラーの著書『Surgeon of the Rusty Knife』（日本語題『錆びたナイフの奇蹟 心霊外科医アリゴー』）や、超常現象関連の書籍の記述によれば、アリゴーの医療行為の内容は、果物用か軍用のナイフ、包丁、剃刀、はさみといった道具で、麻酔や消毒なしに外科手術を行なう、というものであった。常識的に考えれば危険極まりない行為でありながら、アリゴーはこうした手術で患者の体から病巣を取り除いており、その間、患者は苦痛も出血も皆無であったという。アリゴーに救われた患者には、白内障や悪性腫瘍といった難病に苦しむ者たちもおり、通常で医療で見放された患者たちも、アリゴーの手により治癒、または好転したと伝えられる。両脚の負傷で車椅子生活と強いられている者に「歩け」といっただけで、その者が歩けるようになったという証言もある。アメリカのニュース雑誌『タイム』の1972年10月16日号の記事でも、アリゴーについて「現在知られているほとんどの病気を治療し、その患者の大半は、命を救われたばかりか、病状が実際に改善されるか治癒しているのだ」と書かれている。
アリゴー自身の弁によれば、少年時代から幻覚や幻聴に悩まされ、結婚後の頃から毎晩のように見知らぬ医師たちが手術をする夢を見続けた末、1955年にその1人が、第一次世界大戦で死亡したドイツ人医師のアドルフ・フリッツ(Adolf Fritz)と名乗り、医学上でやり残した仕事の代行をアリゴーに依頼したのだという。このことから前述の書籍では、医療行為中のアリゴーはフリッツ博士の霊に憑依されている、またはフリッツ博士や医師たちの霊に指導されているとも解釈されている。
このように、心霊治療・心霊手術という非科学的・非医学的、かつ世間からの批判も多いものが現地で大きく受け入れられている背景には、超自然的、超物理学的な事象を当然のごとく受け入れているブラジルの土壌が関与しているとも考えられている。
ジョン・G・フラーによれば、アリゴーの心霊手術は医学的に裏付けの取れた事実とされているが、ジェームズ・ランディや多くの懐疑論者は巧妙なトリックによる演出だと指摘している。現地の人間でも、ニワトリやブタの内臓を人間の病巣に見せかけることによるトリックだと見なしている者たちがいた。また、奇跡を信じる患者の強い思い込みが治癒に作用し、心理的な暗示により治療効果が現れているとする見方もある（プラシーボ効果）。